# Ревізійний союз українських кооператив
Ревізійний Союз Українських Кооператив (РСУК) — провідна установа організаційно-ідейного об'єднання західно-української кооперації у Галичині, згодом на українських землях під Польщею з осідком у Львові.

## Історія
Заснований 1905 року під назвою Крайового Союзу Ревізійного (КСР, також див. Русский Ревізіонный Союз) для встановленої законом періодичної перевірки діяльності об'єднаних кооператив усіх видів і ступенів на території Галичини. Тому, що КСР перебрав від Крайового Союзу Кредитового (заснованого 1898 року) справи організації кооперативних спілок усіх видів, він поширив також свої завдання: дбати про розвиток об'єднаних кооператив, засновувати нові та розбудовувати їх господарські об'єднання, поліпшувати їх діловодство та поглиблювати й поширювати кооперативні ідеї серед українського громадянства.
Між щорічними зборами делеґатів об'єднаних кооператив (найвищого органу КСР) його статутову і громадську відповідальність репрезентувала Рада, обирана з 12 членів. Поточні справи полагоджував Виділ (від 1912 т. зв. Постійний Виконавчий Комітет) і призначуваний ним директор канцелярії КСР. Головою Ради КСР у 1904-14 pp. був Кость Левицький, йото заступником і керівником Виділу та головним ідеологом кооперативного руху Кость Паньківський, який до 1908 редагував також місячний журнал КСР «Економіст» (пізніше — А. Жук, що був редактором популярного місячника КСР «Самопоміч»). Директором канцелярії і старшим ревізором до 1914 був О. Саєвич, першими сталими ревізорами: Б. Дуткевич, О. Скрентович, М. Павлюк, а відтак І. Филипович, П. Ґлодзінський, І. Стернюк, В. Ольховий.
КСР у 1914 об'єднував 609 кооператив; 1912 на 557 кооператив було 339 (60,9 %) кредитових.
Після воєнного знищення й відбудови та пожвавлення кооперативного руху від 1921 (на підставі польського кооперативного закону 1920) спільними зусиллями гол. громадських організацій та їх виконавчого органу Крайового Комітету Кооператив поширився обсяг діяльності КСР і вага його провідної ролі у кооперативному будівництві. Число кооператив збільшилося, діяльність КСР поглибилася.
1928 року відбулася реорганізація КСР. Він прийняв назву Ревізійного Союзу Українських Кооператив; новий статут нормував поділ праці поодиноких органів РСУК: загальних зборів, Ради та її президії і тричленної дирекції, Загальні збори делеґатів об'єднаних кооператив — найвищий орган РСУК («кооперативний парламент») заслухували і схвалювали звідомлення виконавчих органів, накреслювали нові напрями праці й обирали Раду РСУК. Рада стежила за виконанням статутових постанов об'єднаних кооператив і постанов Загальних зборів, приймала поревізійні звідомлення та передавала поревізійні доручення до різних клітин кооперативної організації. Постійно від імені Ради діяла її Президія у складі голови, двох заступників, секретаря й скарбника. Вона схвалювала правила діловодства для дирекції та підтверджувала її пропозиції у персональних справах працівників РСУК, вирішувала приналежність кооператив до відповідних фахових союзних об'єднань, визначала щорічний вписовий внесок для членів-кооператив, скликала кооп. з'їзди і конференції, полагоджувала непорозуміння між союзними кооперативами чи їхніми органами та ін. Всі важливі рішення в РСУК ухвалювали спільно президія Ради і дирекція. Довголітнім (1922—1944) головою ради та її президії був Ю. Павликовський. Рада і її президія були дорадчим органом тричленної дирекції, обираної загальними зборами і колеґіально відповідальної. Члени дирекції очолювали три головні відділи РСУК: фінансово-адміністративний, ревізійний і організаційний.
Фінансово-адміністративний відділ під керівництвом І. Филиповича (після смерти 1943  його заступив Р. Левицький) полагоджував справи внутрішнього господарювання РСУК, виконання бюджету, адміністрацію вид. РСУК, видавництво друків і ділових книг для кооператив; при ньому була бібліотека. Ревізійний відділ під керівництвом (1929—1944) М. Капусти (його заступник І. Грабар, згодом Т. Мисак) відповідав за періодичну, законом приписану перевірку кооператив (не менше як раз на два роки). У 1938 у ревізійному відділі працювало 53 особи, у тому числі 50 ревізорів (1943—1973). До 1934 ревізорів призначувала Рада РСУК; згодом новий польський кооп. закон вимагав додатково спеціального іспиту ревізорів й підтвердження їх Державною Кооперативною Радою. Ревізори мали переважно вищу економічну освіту. Крім перевірки кооператив, вони вели організаційно-інструкторську та ідеологічну кооп. роботу у своїх районах, брали активну участь у інструкторських і організаційних колеґіях округ, викладали на кооп. курсах.
З розвитком кооп. будівництва при Ревізійному Відділі РСУК утворені були спеціальні групи ревізорів для окремих секторів кооператив під керівництвом досвідчених інспекторів. Кредитові кооперативи очолював І. Ольховий, молочарські — О. Зибенко, міські споживчі — Д. Квасниця, сіль.-госп. для заготівлі, закупу й збуту — І. Грабар, а різні ін. — 3. Петрів та І. Стернюк.
Найбільше був розбудований організаційний відділ, очолюваний у 1929-39 Остапом Луцьким (він же і головний директор РСУК), у 1941-44 — І. Грабарем. У ньому зосереджувалися заснування нових кооператив, творення округових і повітових союзів і крайових кооп. централь, координація їх співпраці, правне оформлення й захист, збільшення кооп. членства, підвищення фахового знання керівництв кооператив тощо. Вибрані інспектори ревізійного відділу творили центр. орг. колеґію і були відповідальними референтами окремих секторів кооп. організації; вони підтримували зв'язки з орг. відділами при госп. централях, окружних і пов. союзах і українбанках. При їх участі відбувалися конференції територіяльних орг. колеґій, у яких брали участь представники всіх секторів і ступенів кооператив даної округи, часто також з участю представників ін. місц. гром. організацій. До складу орг. відділу входили реферати: кооп. пропаганди (референт З. Пеленський), зв'язку з Українською жіночою кооперативною ґільдією при Союзі Українок, яка була й членом Міжнародної кооперативної ґільдії (референт І. Гладка), кооп. вишколу і шкільництва, кооп. видавництва (місячники «Кооперативна Республіка», ред. К. Коберський, «Кооп. Родима», ред. Р. Кулчинський, тижневик «Госп.-Кооп. Часопис», ред. В. Софронів-Левицький, та кооп. книжкові видання). При РСУК працювало статистичне бюро під проводом А. Жука та правний відділ під керівництвом М. Корчинського, по його смерті (1937) — Д. Бречки.
РСУК намагався охопити орг. діяльністю всі укр. землі, які перебували 1920-39 у межах Польщі. Вже 1921 РСУК нав'язав співпрацю з бюром Волинської Кооперації у Крем'янці, 1927 створив у Луцькому інспекторат з обсягом діяльності на півн.-зах. землі (гол. працівники: Л. Кобилянський, А. Лобачевський, М. Стефанівський та ін.), але новий поль. кооп. закон 1934 обмежив діяльність РСУК лише трьома Східногалицькими воєводствами (тоді від РСУК відпало 430 кооператив). 1939 року РСУК об'єднував 3 455 кооператив, у тому ч. 2 360 (69 %) с.-г. кооператив для заг. закупу і збуту з 27 їх повітів і округовими союзами та крайовою централею Центросоюз; 143 районові молочарні з централею Маслосоюз; 115 більших кредитових кооператив Українбанків і 573, сіль. каси райфайзенського типу й ін., об'єднаних у централю Центробанк; 194 Споживчі кооперативи міськ. типу, об'єднані у «Народній Торгівлі», яка мала також у Галичині 18 філій і 27 складів. Решта кооператив припадала на виробничі, видавничі, будів., здоров'я (у Ременові, Боднарові, Цеблові), жін. з централею Укр. Народне Мистецтво.
Під час першої окупації Галичини більшовиками, влада ліквідувала РСУК. За німецької окупації (1941 — 44) РСУК відновлено, однак його діяльність була обмежена (див. стор. 1 129); йому згодом були підпорядковані ревізійні відділи у Любліні (дир. М. Мельничук) та Кракові (дир. Іван Фостаківський). Разом у 1944 було об'єднаних Патронатам РСУК 4 624 кооперативи з їх повітовими, окружними і центральними госп. надбудовами. Друга сов. окупація Галичини принесла з собою остаточну ліквідацію РСУК.
За час своєї діяльності РСУК був членом Міжнародного Кооперативного Союзу, а його делеґати брали активну участь у міжнародних кооперативних конгресах.